# Stegonotus melanolabiatus
Stegonotus melanolabiatus — вид змій родини полозових (Colubridae). Ендемік Папуа Нової Гвінеї. Описаний у 2017 році.

## Поширення і екологія
Stegonotus melanolabiatus відомі за кількома зразками, зібраними в горах Центрального хребта Нової Гвінеї в провінціях Сімбу і Південний Гайлендс. Вони живуть у вологих тропічних лісах, на висоті від 550 до 1300 м над рівнем моря.